# Grace and Frankie
Grace and Frankie és una sèrie de comèdia dramàtica creada per Marta Kauffman i Howard J. Morris per a Netflix. És protagonitzada per Jane Fonda i Lily Tomlin en els papers principals de Grace i Frankie, dues amigues peculiars que intimen després que els seus marits anuncien que estan enamorats l'un de l'altre i que pensen casar-se. Sam Waterston, Martin Sheen, Brooklyn Decker, Ethan Embry, June Diane Raphael, i Baron Vaughn apareixen en els papers secundaris. Es va estrenar a Netflix el 8 de maig de 2015, amb els 13 episodis de la primera temporada sent publicats alhora. La segona temporada també va comptar amb 13 episodis.
El 15 de gener de 2019 la sèrie va ser renovada per a una sisena temporada, que es publicaria el gener de 2020. El 4 de setembre de 2019, la sèrie va ser renovada per a una setena temporada final, que consistiria en 16 episodis, cosa que la converteix en la sèrie original de Netflix més llarga fins avui amb 94 episodis.